# Bianca Luisa Emilia Allier
Bianca Luisa Emilia Allier, in Camuccini (Avignone, 4 maggio 1789 – Rocchette in Sabina, 31 ottobre 1854), è stata una nobildonna italiana.

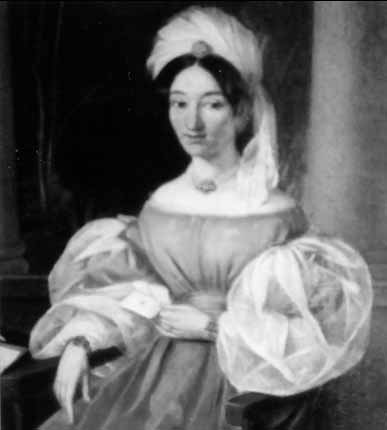
Bianca Luisa Emilia Allier - ritratto del 1830

È conosciuta in particolare per essere stata la seconda moglie del pittore, maestro incontrastato del neoclassicismo romano Vincenzo Camuccini. Dopo la morte del marito avvenuta nel 1844, si è occupata dei beni di famiglia, ampliando e consolidando il patrimonio ricevuto in eredità, ma anche e soprattutto curando amorevolmente come una vera madre i figli nati dalla prima unione del marito con Maddalena Bracci Devoti (Teresa secondo il Falconieri, che morì giovanissima a soli venticinque anni), In particolare un forte e durevole legame si instaurò con uno di loro, Giovan Battista Camuccini, interrotto solo dalla morte di lei.

## Origini
La ricostruzione di notizie circa la provenienza e le origini della famiglia Allier risulta difficoltosa per la mancanza di notizie e riferimenti. Il nome della famiglia ci porta in un paesino della Francia di neanche quattrocento anime che sorge negli Alti Pirenei nella regione dell'Occitania. Altri riferimenti al nome Allier si trovano in terra di Aquitania. In entrambi i casi ci si riferisce solo a indicazioni geografiche. Addirittura il dipartimento Allier relativo ai centri Autun, Moulins e Vichy è prima d'ogni altra cosa il fiume che l'attraversa, affluente della Loira.
Molto di più si rileva dal periodo storico in cui è vissuta, infatti fu moglie del pittore Vincenzo Camuccini, nominato barone da papa Pio VIII nel 1830 "per meriti artistici". Il suo biografo (il già citato Carlo Falconieri) ricorda che "ricoprì anche incarichi importanti presso la Sede Apostolica e le Accademie romane, tra cui la presidenza della prestigiosa Accademia di San Luca. Alla corte di Roma e di papa Pio VIII, la componente diplomatica e aristocratica, fatta anche di semplici funzionari francesi, era folta e di casa. La Allier in questione apparteneva quindi sicuramente ad una famiglia di impiegati e di "travet" o al più di una piccola nobiltà di provincia. Un neo-barone non poteva ambire legittimamente a null'altro di più, inoltre Bianca Emilia era nata proprio nella papalina Avignone, già sede del Papato in esilio in un poco glorioso passato.

## Biografia

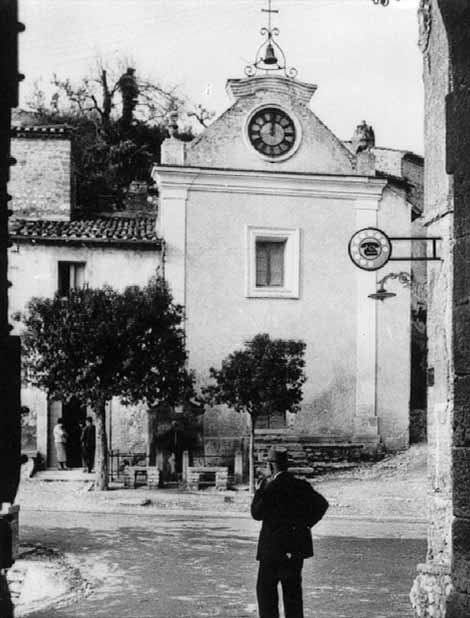
Rocchette - Chiesa di San Sebastiano in piazza Maggiore

Oltre a quanto riportato sull'origine del nome, altro non si conosce della vita di donna Bianca Luisa Emilia prima del suo matrimonio, avvenuto alla non giovanissima età di quarantadue anni, con Vincenzo, celebrato nella città di Viterbo il 6 dicembre 1831,oltre il fatto che anche lei amava disegnare. Vincenzo vedovo dalla prima unione matrimoniale e con un ulteriore recente gran lutto in famiglia, dove aveva perso l'amatissimo fratello Pietro (anche lui pittore), stava attraversando un periodo veramente buio della sua esistenza con gravi ripercussioni anche sulla sua produzione artistica. Aveva un gran vuoto nel cuore e un estremo bisogno di un altro affetto, che fortunatamente riuscì a trovare nella sua nuova moglie francese, dice il Falconieri: "egregia donna la quale seppe così bene tenere l'ordine e la cura della casa da poter egli nuovamente occuparsi dell'arte sua. E fu così amorosa e gioconda codesta unione, che egli la stimava qual cosa provvidenziale, caduta dal cielo per avere ancora un pochin di bene in questa vita". Sempre il Falconieri aggiunge la notizia che anche Bianca era una disegnatrice ("Per vero Camuccini non poteva vivere che in un ambiente artistico"). Durante il matrimonio diede un raro esempio di amore e unione coniugale, ma quando poteva ritornava in Francia, soprattutto a Parigi probabilmente mantenendo relazioni e amicizie. Restò comunque accanto a Vincenzo durante i tre lunghi e angosciosi anni della sua malattia, fino a quando il 2 settembre 1944 egli spirò. Un forte legame si instaurò in particolare anche con il giovane Giovan Battista, chiamato affettuosamente "Titta", che lei considerò sempre un figlio suo e con il quale, anche quando questi ebbe raggiunto l'età adulta, continuò ad avere contatti e una corrispondenza continua e confidenziale. A quel tempo gran parte dei territori e case di Rocchette e Rocchettine erano della famiglia Simonetti, tutti però passarono, a soluzione di un giudizio, a un Monastero di Roma (Monastero dei SS Domenico e Sisto) dal quale la baronessa nel 1845 li acquistò in blocco, decidendo di stabilirsi proprio a Rocchette (presso palazzo Montani di Rocchette) dedicandosi qui alle opere pie e alla beneficenza. Come racconta il pronipote Enzo Camuccini "fu la seconda moglie di Vincenzo, Bianca Emilia Allier, donna di grande cultura a innamorarsi della terra sabina, in particolar modo di Collecalvio e di Rocchette, al punto di decidere di risiederci regolarmente, scegliendolo come suo luogo di sepoltura la Cappella di San Sebastiano", di cui tanto si era occupata, dopo averla acquistata e dove attualmente una lapide ne ricorda le doti. Circa dieci anni dopo il marito, Bianca morì a Rocchette nel 1854, lasciando al figlio Giovan Battista tutte le sue proprietà e possedimenti: ".... il mio cosiddetto figlio, il barone Giovan Battista Camuccini, al quale nella benedizione del Signore lascio la mia eredità: e questo per affetto e per giustizia, questo mio erede avendomi fatto sempre le veci di vero figlio senza darmi il minimo disgusto". Per completezza possiamo aggiungere che Giovan Battista (anche lui pittore abbastanza affermato) ampliò ancora le proprietà di famiglia acquistando nel 1862 l'ex feudo di Cantalupo, tra cui il palazzo appartenuto alla famiglia Cesi, dove fu allestito un museo con le opere del padre, ma anche con quadri di altri autori e collezioni varie, costituendo uno dei musei più importanti della Sabina (purtroppo molte delle opere che conteneva non ci sono più a causa di furti, alienazioni e occupazioni militari, nonché di una recente scellerata politica di vendita di alcuni degli ultimi eredi della famiglia).